# معركة بلعا
معركة بلعا هي معركة وقعت في الثالث من ايلول 1936ْم، وكانت من المعارك المنظمة في ثورة فلسطين الكبرى. حيث هاجم مسلحون عرب بقيادة القائد العربي فوزي القاوقجي قافلة يهودية ترافقها قوة بريطانية، وحدثت المعركة على الطريق من حيفا إلى تل ابيب قرب قرية بلعا، واستشهد فيها 16 من العرب، إضافة إلى مقتل 4 طيارين بريطانيين.

## المعركة
أكبر معركة في تاريخ ثورة فلسطين الحالية عدد كبير من الثوار يقوده فوزي بك القاوقجي القائد العسكري السوري المعروف
هذا ما عنونته جريدة فلسطين وفي شرحها لما حدث قالت: "ما بزغت شمس هذا النهار حتى كانت الجبال تعج بالثوار الذين الفوا جبهة حربية تمتد من نور شمس حتى شرق رامين وقد لوحظ ان الثوار كانوا منظمين تنظيماً عسكرياً اذ كانوا منقسمين إلى فرق هجوم وفرق دفاع ومرابطين في استحكاماتهم ومعهم الاسلحة النارية والمدافع الرشاشة والبنادق السريعة الطلقات وكان يقودهم البطل السوري المعروف القائد فوزي بك القاوقجي، ولما علمت السلطة بنبأ تجمع الثائرين ارسلت اليهم قوة كبيرة من الجند مصحوبة بالدبابات والمدافع الثقيلة والرشاشات وعند وصولها إلى مكانهم انصبت على الجند النيران كالمطر، واشتبك الفريقان في معركة هائلة جدا، تبودل فيها طلاق العيارات النارية بكثرة، ودوت فيها القنابل، وكانت الطائرات تلقي قنابلها على الثوار بشدة، فكنا نشاهد الدخان يتصاعد من الجبال إلى السماء ونسمع دوي القنابل وازيز الرصاص من هنا، حتى حطمت قنابل المدافع اشجار الزيتون، وهشمت الصخور الكبيرة في الجبال، وقد اشتركت في القتال 15 طيارة القت على الثائرين القنابل بدون حساب وكانت تأتي طوراً إلى المدينة وتهبط في المطار لاخذ الذخيرة أو اصلاح ما طرأ عليها من عطب، أو تأتي لاعطاء الاشارات المختلفة للجند المرابط هنا، وكانت السيارات تروح وتغدو إلى مكان المعركة ملأى بالجند المسلح كما كانت سيارات الإسعاف تذهب وتعود حاملة المصابين، وقد شاهد الاهلون الذين هرعوا إلى خارج البلدة وراقبوا حركة القتال من مكان شاهق اربع طائرات سقطت احداها في مكان المعركة واحترقت وسقطت الثانية في جوار عنبتا واحترقت أيضا، وسقط الثاثة في راس عامر والرابعة في المطار ويعزى سقوطها - كما قيل - إلى البنادق السريعة الطلقات التي استعملها الثوار ضدها وقد نقلت طائرتان إلى مطار الرملة بعد تفكيكهما......
وفي البلاغ الرسمي الذي اصدرته الحكومة تحت رقم 244-36 قالت: بينما كانت مفرزة من فرقة لنكولن شاير تأخذ مراكزها على طريق طولكرم- نابلس في ساعة مبكرة من صباح هذا اليوم أطلقت عليها النار بكثرة من الجبال من قبل عصابة مسلحة من العرب يقدر عدد أفرادها بين 40-50 رجلاً وقد تمكن الجنود بمساعدة الطائرات من إخراج المعتدين من مراكزهم ودحرهم إلى جهة بلعا وفي الوقت ذاته وصلت إلى موقع الحادث مفرزات من فرقة رويال «سكوتش» فيوزيليرز من نابلس كانت قد تعطلت عن السير من جراء سدود مقامة على الطريق بالقرب من رامين وأخذت الطائرات التي لحقت بالعصابة وهي مندحرة إلى ما وراء قرية بلعا تعمل عملها من الجو، وبعد ذلك تعقبت هذه المفرزات والطائرات العصابة من الجهة الشمالية الغربية من بلعا وفرقتها.
ويأسف المندوب أن يعلن أن ضابط الطيران (هنتر) والطيار (لنكولن) قتلا عندما اضطرت طائرتهما إلى الهبوط من الجهة الغربية الجنوبية من بلعا في الأدوار الأولى من العمليات، ويأسف المندوب السامي أن يعلن أيضاً وفاة الامباشي (ويلكس) من فرقة (لنكولن شاير) متأثراً من جراحه وقد جرح ضابطان آخران وجنديان وكانت جراح أحد الضابطين خطرة والمعروف أنه قد قتل عشرة أشخاص من العرب والمعتقد أن ست إصابات أخرى قد وقعت من جراء أعمال الطائرات وعند نهاية العمليات العسكرية هدمت ستة بيوت في قرية بلعا أطلقت منها العيارات النارية على الجنود.

## شهداء المعركة
تحدثت المصادر العربية ان: «العرب فقدوا القائد الدرزي محمود أبو يحيى وشهيد درزي آخر وشهيدان عراقيان وشهيدان دمشقيان وثلاثة من شرق الأردن، وجاءت أسماء الشهداء كما وثقها خضر العلي محفوظ كما يلي: خليل بدوية، الشيخ حوري الحلاق من حي الميدان في دمشق، عكاش من منطقة قبر عاتكة في دمشق، علي النعيمي من عرب الجولان، وظاهر ومفرج من عرب بني صخر، وحسين البنا، ومحمود أبو يحيى وغيرهم».
اما المصادر العبرية فتحدثت ان: «خسائر العرب كانت 9 شهداء وهم عراقيان ودرزيان وسوريان من دمشق وثلاثة آخرون، واضافت دفن ثلاثه من القادة بينهم محمود أبو يحيى في مقبرة قرية عنبتا، واعتبرت هذه المعركة من أكثر معارك فوزي القاوقجي نجاحاً».